# Østerdølsmarschen
De Østerdølsmarschen is een compositie van de Noor Johan Halvorsen. De titel verwijst naar een traditioneel gebied het Østerdal. De Østerdølsmarschen is een toonzetting van een tekst van Ivar Mortenson-Egnund en het is een van de weinige werken van Halvorsen, dat een opusnummer meekreeg. Het werd voor het eerst gespeeld op 16 januari 1906 tijdens een symfonisch concert dat Halverson verzorgde met zijn eigen orkest in het Nationaltheatret in Oslo. Thorvald Lammers zong het. De tekst was al algemeen bekend, eerder had Agathe Backer Grøndahl er al muziek onder gezet en was het uitgevoerd. De tekst is patriottisch van aard en het viel daarom weinigen in het publiek op dat Halvorsen en nieuwe muziek onder had gezet. Uiteraard viel het collegacomponist Edvard Grieg wel op, hij woonde al de repetitie drie dagen eerder bij en vond het een meesterstuk. Het publiek vond het prachtig en verzocht direct om het nog een keer te spelen. Later verscheen er ook een versie voor koor.
Al die goede berichten konden niet voorkomen dat het werk buiten Noorwegen en later in de tijd geheel vergeten werd. De hype destijds was waarschijnlijk te danken aan de nieuwe onafhankelijkheid van Noorwegen, maar ook dat ebde langzaam weg in de tijd. Halvorsen dirigeerde het zelf in 1929 voor het laatst.  
Het origineel is geschreven voor:
- 2 dwarsfluiten, 2 hobo's, 2 klarinetten, 2 fagotten
- 2 hoorns, 2 trompetten
- pauken,  1 man/vrouw percussie
- violen, altviolen, celli, contrabassen

## Discografie (2012)
Van het werk zijn alleen twee obscure opnamen beschikbaar, één op het platenlabel van de Noorse Cultuurraad NKFCD (1995) en één eigen opnamen van de Noorse Muziekcentrale. 